# خرجوا ولم يعودوا (فلم)
خرجوا ولم يعودوا هو فيلم كوميدي مصري لعام 2022 من إخراج أيمن خطاب وكتابة وائل يوسف وبطولة دينا محسن حسني شتا مصطفى أبو سريع.

## بطولة
- خالد عليش
- ويزو (ممثلة)
- حسني شتا
- مصطفي أبو سريع
- ياسر الرفاعي (ممثل)

## القصة
في إطار كوميدي تشويقي، يستيقظ حاتم من النوم فيجد نفسه في بيت ملعون ومتزوج من كاميليا ابنة العمدة خفاجي وله ابن، وسط مروره بسلسة من الأحداث الغريبة.

## وصلات خارجية
- مقالات تستعمل روابط فنية بلا صلة مع ويكي بيانات